# Autódromo Enrique Freile
El Autódromo Enrique Freile es un circuito de 3,800 kilómetros (2,361 mi) ubicado en El Calafate, Provincia de Santa Cruz, Argentina. Fue inaugurado en 2020, y albergó su primera carrera en la temporada 2023 de Turismo Carretera el 15 de abril. Es sede del Turismo Carretera, TC Pista y Turismo Nacional. El circuito también albergó la carrera inaugural del TC en 2024.

## Récords de vuelta
| Categoría                                                    | Tiempo                                                       | Piloto                                                       | Vehículo                                                     |                                                              |
| Longitud: 3,800 km (2023-) según la ACTC y CAF mide 3.677 km | Longitud: 3,800 km (2023-) según la ACTC y CAF mide 3.677 km | Longitud: 3,800 km (2023-) según la ACTC y CAF mide 3.677 km | Longitud: 3,800 km (2023-) según la ACTC y CAF mide 3.677 km | Longitud: 3,800 km (2023-) según la ACTC y CAF mide 3.677 km |
| ------------------------------------------------------------ | ------------------------------------------------------------ | ------------------------------------------------------------ | ------------------------------------------------------------ | ------------------------------------------------------------ |
| Turismo Carretera                                            | 1:20.357                                                     | Julián Santero                                               | Ford Falcon                                                  |                                                              |
| Turismo Nacional - Clase 3                                   | 1:27.774                                                     | Facundo Chapur                                               | Ford Focus III                                               |                                                              |
| Turismo Nacional - Clase 2                                   | 1:31.694                                                     | Maximiliano Bestani                                          | Toyota Etios                                                 |                                                              |